# Jac. van den Bosch

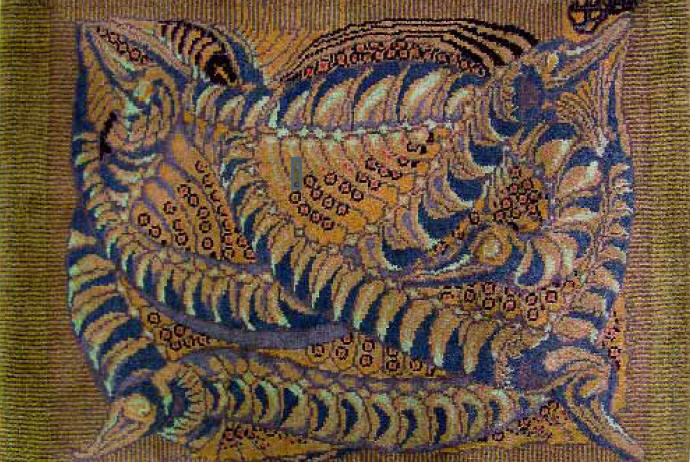
Door Van den Bosch ontworpen tapijt

Jacob Pieter van den Bosch, beter bekend als Jac. van den Bosch of Jacques van Den Bosch (Amsterdam, 19 oktober 1868 - Haarlem 27 augustus 1948) is vooral bekend als Nederlandse meubel- en interieurontwerper. Hij was ook boekbandontwerper.

## Opleiding
Van den Bosch volgde van 1885 tot 1890 zijn opleiding aan de Kunstnijverheidsschool Quellinus Amsterdam en daarna een vervolgopleiding aan de Rijksschool voor Kunstnijverheid Amsterdam. Hij kreeg les van onder meer Pierre Cuypers en Jacobus Roeland de Kruijff.

## Werkzaamheden
Als tekenaar bij een meubelfabriek leerde hij H.P. Berlage kennen waarmee hij later samen zou werken aan de totstandkoming van 't Binnenhuis. In de periode 1898-1900 was hij handelsreiziger bij Faience- en Tegelfabriek Holland te Utrecht. Tegelijkertijd had hij een eigen nering als tekenaar en ontwerper. In zijn eigen tijd ontwierp hij tegelpatronen die de fabriek aanvankelijk niet in productie wilde nemen. Als handelsreiziger presenteerde hij deze ontwerpen toch bij zijn klanten die zo enthousiast waren dat ze alsnog met veel succes in productie werden genomen.

## 't Binnenhuis
Van den Bosch was een van de oprichters en aanvankelijk adjunct-directeur van een onderneming en atelier voor binnenhuisarchitectuur, 't Binnenhuis samen met H.P. Berlage en gefinancierd door de belegger Carel Henny. Er lag een ideologisch concept aan ten grondslag dat het kopende publiek bij het inrichten van hun huis opgevoed diende te worden. De aan te schaffen huisraad moest van goede kwaliteit zijn, goed ontworpen, functioneel en sober maar met aandacht voor vormgeving en functionaliteit. Ook moest het te betalen zijn voor burgers. Omdat het streven naar kwaliteit en duurzaamheid niet strookte met de prijs/kwaliteitsverhouding werden de producten echter al spoedig duurder dan ideologisch was bedoeld. Van Den Bosch zou later directeur worden en ontwierp de meeste van de opdrachten die in de werkplaats werden uitgevoerd. Begonnen als coöperatie werd het uiteindelijk een klassiek geleid bedrijf met directie en werknemers.

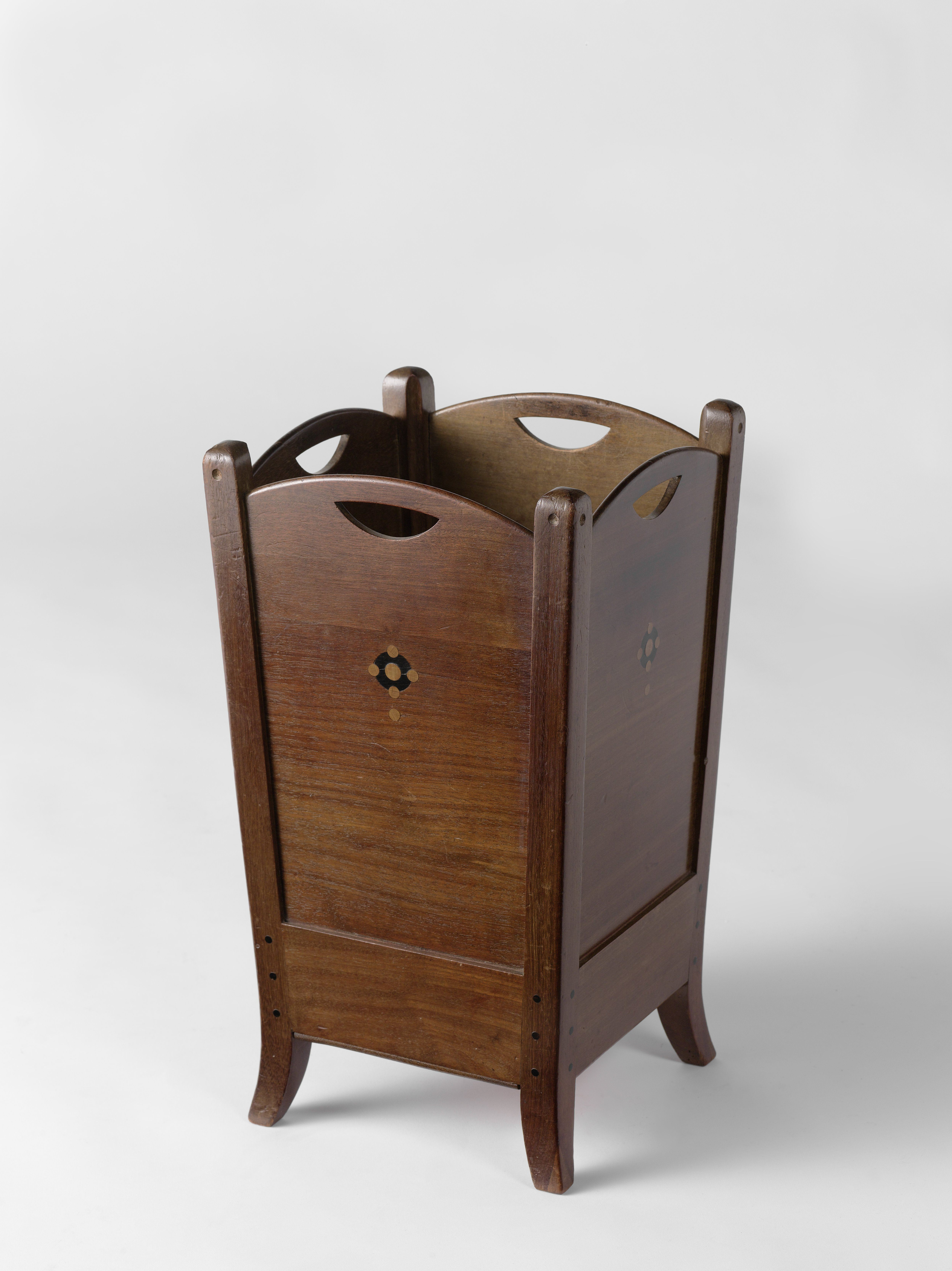
Prullenbak voor 't Binnenhuis, Rijksmuseum, Amsterdam
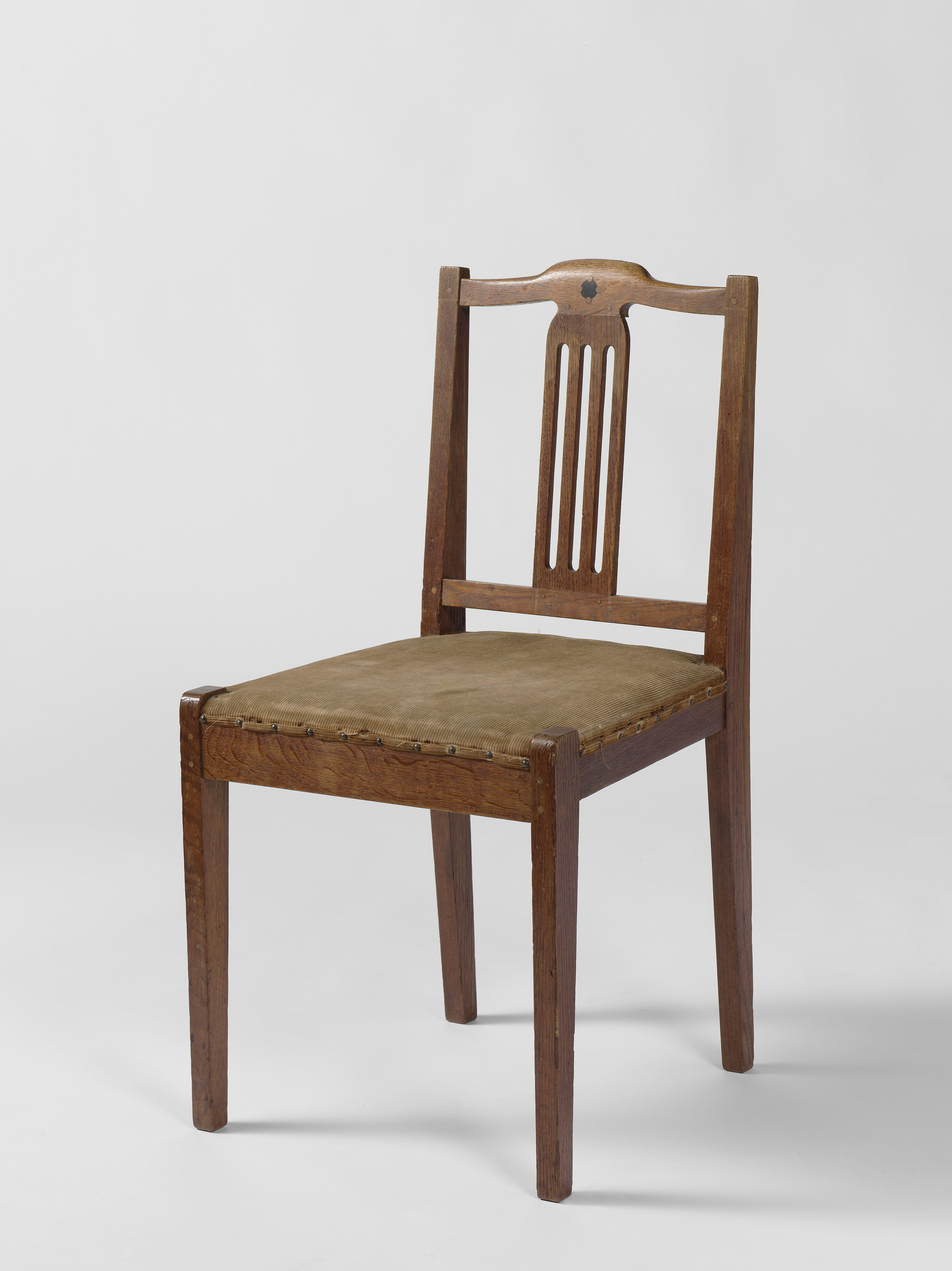
Stoel voor 't Binnenhuis, Rijksmuseum, Amsterdam
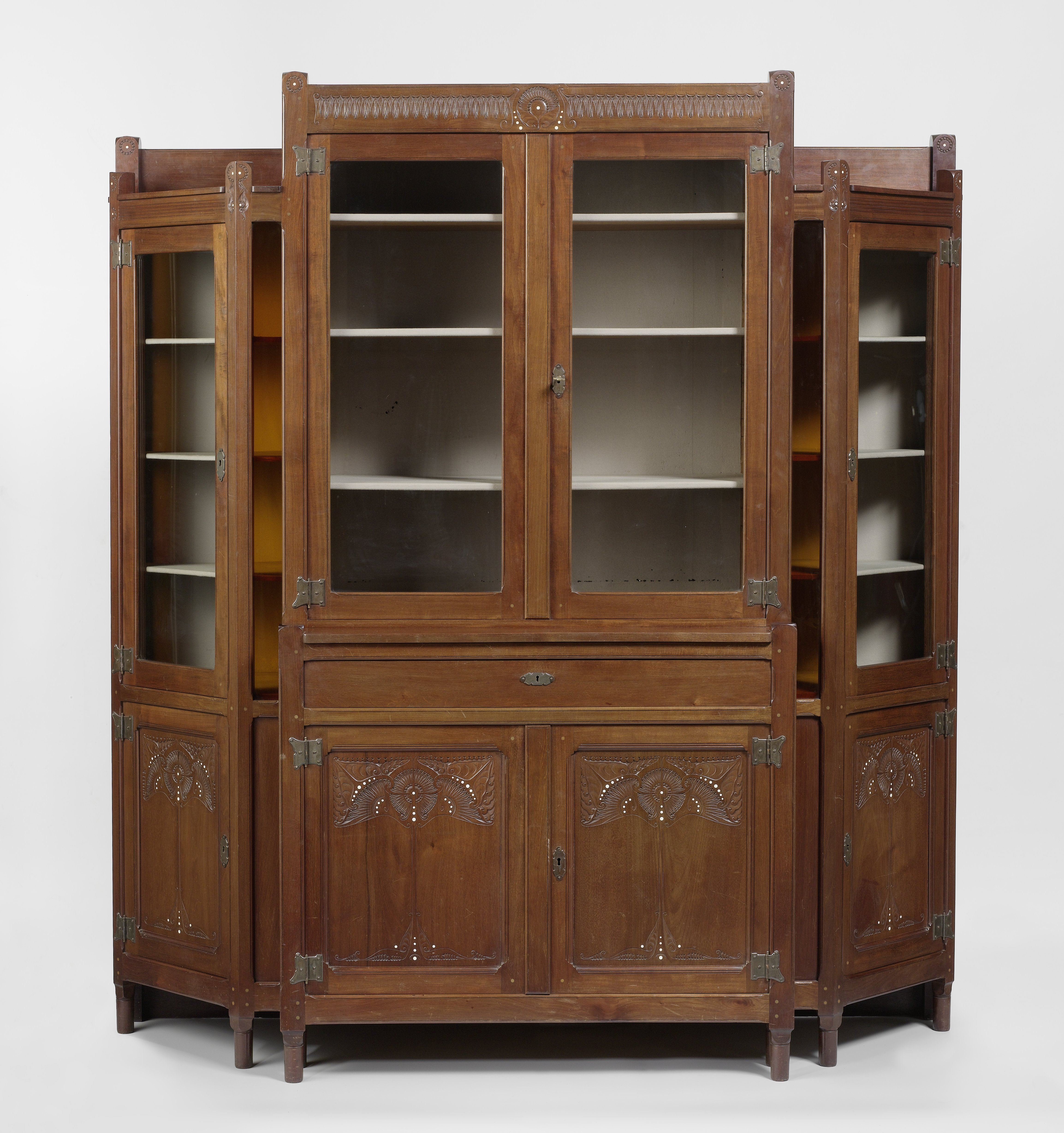
Boekenkast voor 't Binnenhuis, Rijksmuseum, Amsterdam

## Invloed en werk
Zijn werk als interieurontwerper is beïnvloed door de Engelse kunstenaars William Morris en John Ruskin. Het concept van de gemeenschapskunst nam Van den Bosch van hen over. Ook was hij van mening dat mensen moesten worden opgevoed in het beter inrichten van hun huis. Zijn nagelaten werk is zeer divers en omvat zowel meubels, schilderijen, klokken, boekbandontwerpen, gebruiksvoorwerpen als ook tekeningen. Ook ontwierp hij een aantal complete ameublementen. Twee hiervan zijn nog te zien in het Drents Museum te Assen, het Centraal Museum Utrecht en het Rijksmuseum te Amsterdam